# テトラヒドロコルンバミン 2-O-メチルトランスフェラーゼ
テトラヒドロコルンバミン 2-O-メチルトランスフェラーゼ(Tetrahydrocolumbamine 2-O-methyltransferase、EC 2.1.1.89)は、以下の化学反応を触媒する酵素である。
S-アデノシル-L-メチオニン + 5,8,13,13a-テトラヒドロコルンバミン{\displaystyle \rightleftharpoons }S-アデノシル-L-ホモシステイン + テトラヒドロパルマチン
従って、この酵素の2つの基質はS-アデノシル-L-メチオニンと5,8,13,13a-テトラヒドロコルンバミン、2つの生成物はS-アデノシル-L-ホモシステインとテトラヒドロパルマチンである。
この酵素は、転移酵素、特に1炭素基を転移させるメチルトランスフェラーゼのファミリーに属する。系統名は、S-アデノシル-L-メチオニン:5,8,13,13a-テトラヒドロコルンバミン 2-O-メチルトランスフェラーゼ(S-adenosyl-L-methionine:5,8,13,13a-tetrahydrocolumbamine 2-O-methyltransferase)である。この酵素は、アルカロイド生合成に関与している。